# Stanisław Terlecki

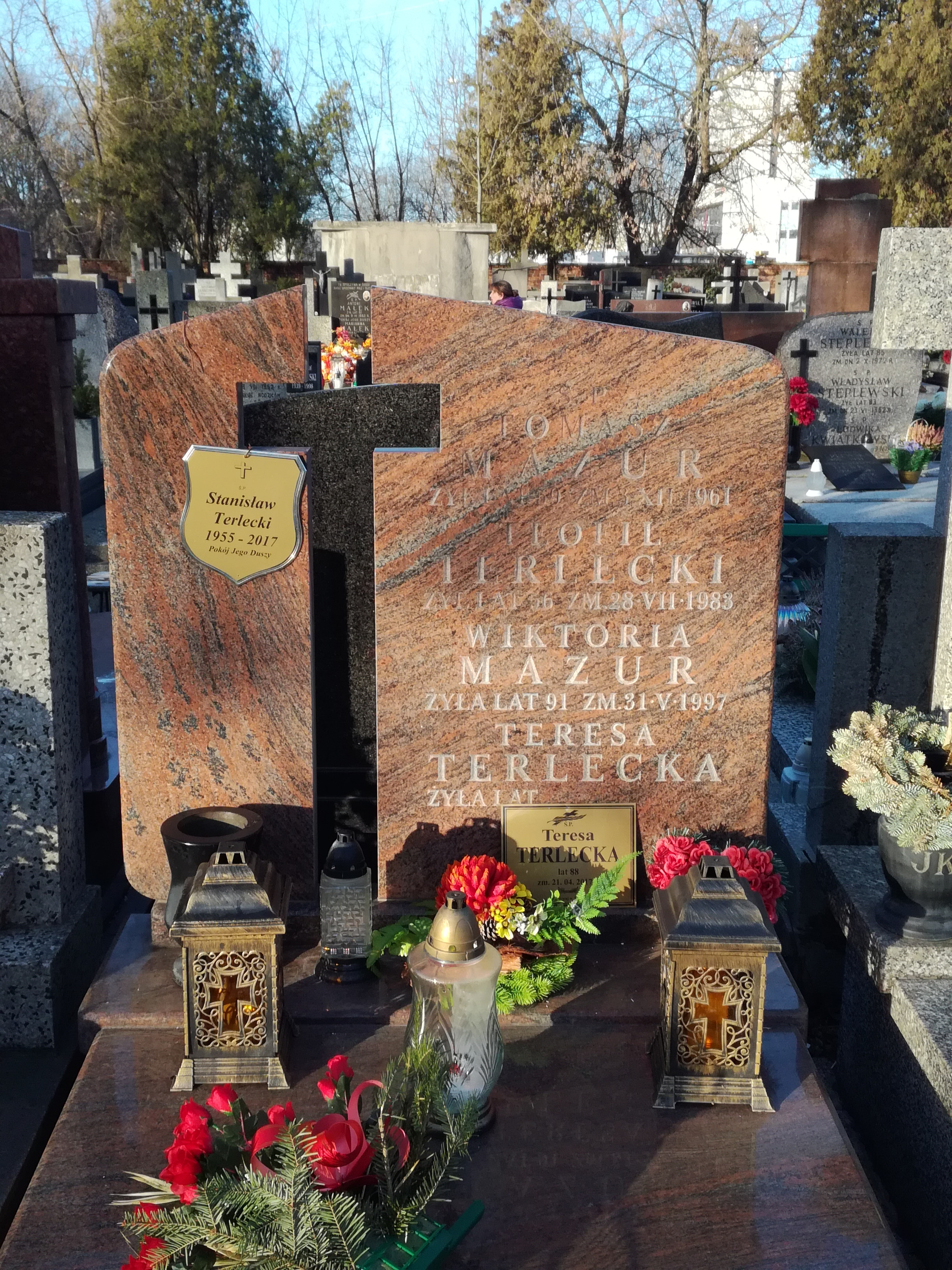

Stanisław Andrzej Terlecki (* 13. November 1955 in Warschau; † 28. Dezember 2017) war ein polnischer Fußballspieler.

## Vereinskarriere
Stanisław Terlecki spielte in Polen (Gwardia Warschau, Łódzki KS, Legia Warschau und Polonia Warschau) und in den USA (Golden Bay Earthquakes und New York Cosmos) Profifußball. Ebenfalls spielte er in den USA Indoor Soccer bei den Pittsburgh Spirit und New York Cosmos. Nachdem er 1993 im Alter von fast 38 Jahren seine Profikarriere beendet hatte, lief er in der Saison 2005/2006 nochmals für KP Bielany Warschau in der A-Klasse, der niedrigsten polnischen Spielklasse, auf.

## Nationalmannschaft
Zwischen 1976 und 1980 bestritt Terlecki insgesamt 29 Spiele für die polnische Nationalmannschaft und schoss sieben Tore. Er nahm jedoch aus verschiedenen Gründen nie an einer Welt- oder Europameisterschaft teil.

## Wissenswertes
Seine Söhne Maciej Terlecki und Stanisław Terlecki junior sind ebenfalls Profifußballer.

## Einzelnachweis
1. ↑  Dariusz Kuczmera: Nie żyje Stanisław Terlecki. Wybitny piłkarz ŁKS Łódź i reprezentant Polski miał 62 lata. Dziennik Bałtycki, 28. Dezember 2017, abgerufen am 29. Dezember 2017 (polnisch).

| Personendaten    | Personendaten               |
| ---------------- | --------------------------- |
| NAME             | Terlecki, Stanisław         |
| ALTERNATIVNAMEN  | Terlecki, Stanisław Andrzej |
| KURZBESCHREIBUNG | polnischer Fußballspieler   |
| GEBURTSDATUM     | 13. November 1955           |
| GEBURTSORT       | Warschau                    |
| STERBEDATUM      | 28. Dezember 2017           |